# 1,1,1-三羟甲基乙烷
三羟甲基乙烷（英語：Trimethylolethane，缩写TME）是一种化学式为CH3C(CH2OH)3的有机化合物，无色固体。三羟甲基乙烷有三个羟基官能团，因此属于三醇，且是一种三伯醇，建立在新戊烷的结构骨架之上。其形成的酯类化合物，具有耐热、耐光、耐水解和耐氧化的性质，与之类似的还有1,1,1-三羟甲基丙烷（1,1,1-Trimethylolpropane，TMP）。